# 聖書
聖書（せいしょ、ヘブライ語: ביבליה、ギリシア語: βιβλία、ラテン語: biblia）とは、キリスト教、ユダヤ教で教典、正典とされる書物。イスラム教でも教典とされている。

## 概要
ユダヤ教およびキリスト教関連の宗教ではもっとも重要な文書とされる。もっとも、旧約聖書と新約聖書の両者を聖書と呼ぶのはキリスト教の立場に基づくものである。ユダヤ教ではいわゆる新約聖書は教典ではなく、イスラム教では両聖書とクルアーンとはいずれも教典、またはそれに準じる文書である。
2017年現在、聖書は全部または一部が世界3200以上の言語で翻訳されている。発行部数については諸説あるが、英国外国聖書協会の2021年の調査では50〜70億冊であり、ギネス記録となっている。

## ユダヤ教
ユダヤ教において、聖書とは、紀元前4世紀までに書かれたヘブライ語およびアラム語の文書群。全24巻から成り立ち、律法（トーラー : Torah ヘブル語 תּוֹרָה )、 預言者（ネビイーム : Nevi'im ヘブル語 נְבִיאִים ）、諸書（ケトゥビーム : Ketuvim ヘブル語 כְּתוּבִים ）に分類され、3つの頭文字TNKをとり、タナハ (Tanakh ヘブル語 תַּנַךְ) と呼ばれる。
律法と呼ばれる文書（モーセ五書）を核に、預言書（神からの啓示である預言の記述）および歴史書、諸書と呼ばれる詩や知恵文学を加えたものをさす。キリスト教でいう旧約聖書と内容は同一であるが書簡の並び順は異なる。紀元前4世紀ごろには、この文書群が、「聖書」つまり統一された1つの書物として認識されるようになった。現存する最古の写本は紀元前1世紀頃書かれたとされる死海写本に含まれている。
紀元前4世紀頃から、ギリシア語訳が作られるようになった。有名なものにアレクサンドリアで編纂された七十人訳聖書がある。
現在、正典とされるものの範囲は1世紀末のヤムニア会議で確定された。正典とされる書物の範囲は本来慣習により多くは固定されていなかったが、エルサレム神殿崩壊ののち、ユダヤ教のキリスト教に対する民族的、宗教的結束を図る動きがあり、ヘブライ語・アラム語（アラマイ語）の原典の存在が知られていたもののみを聖書正典と定めた。正典から除外されたものを、外典・偽典と呼ぶ。16世紀にキリスト教プロテスタント諸派が、このときユダヤ教が聖典としていた文書群の範囲を採用しキリスト教にとっての旧約聖書であるとしている。

## キリスト教

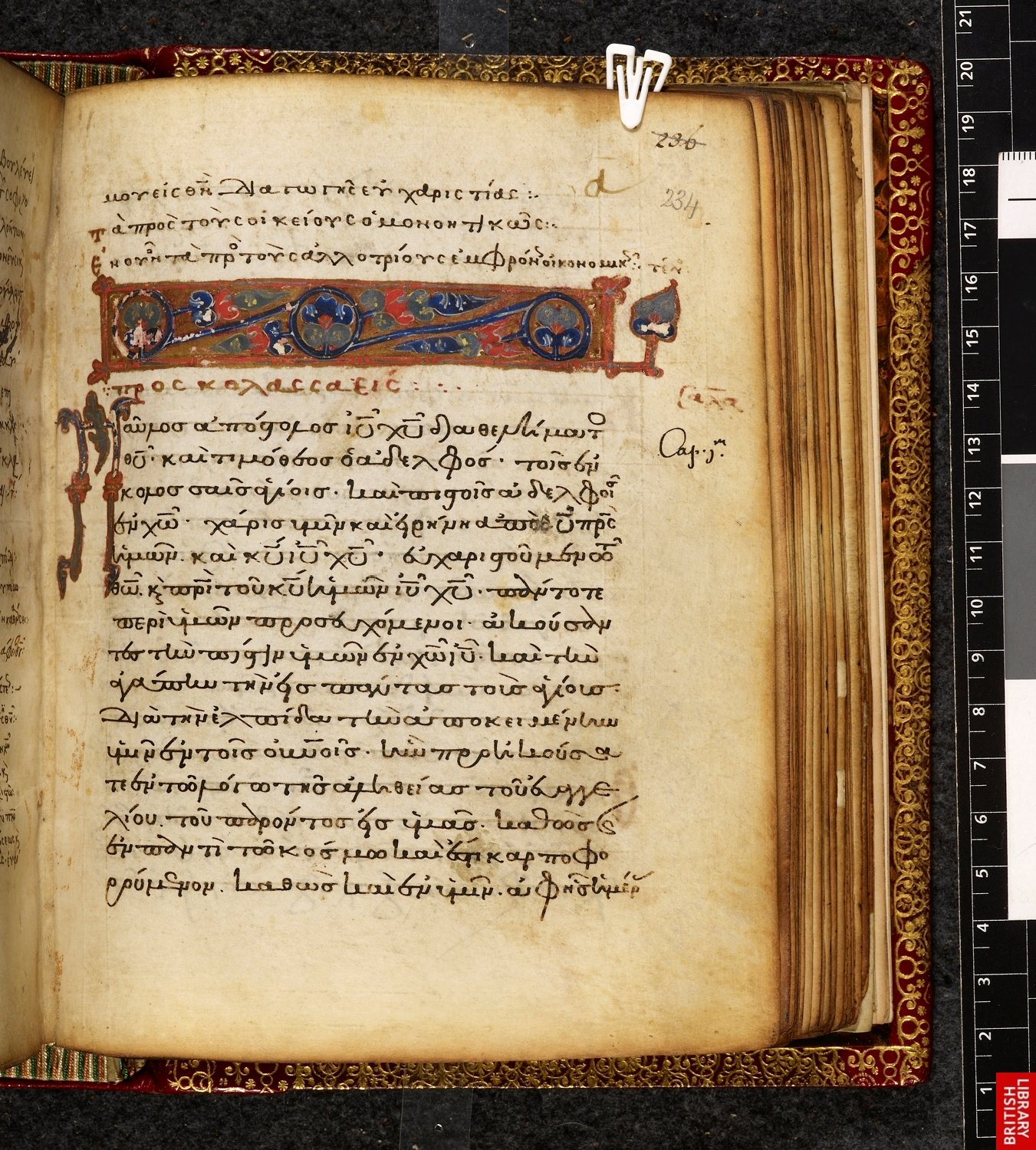
12世紀のギリシア語聖書写本（コロサイの信徒への手紙冒頭）

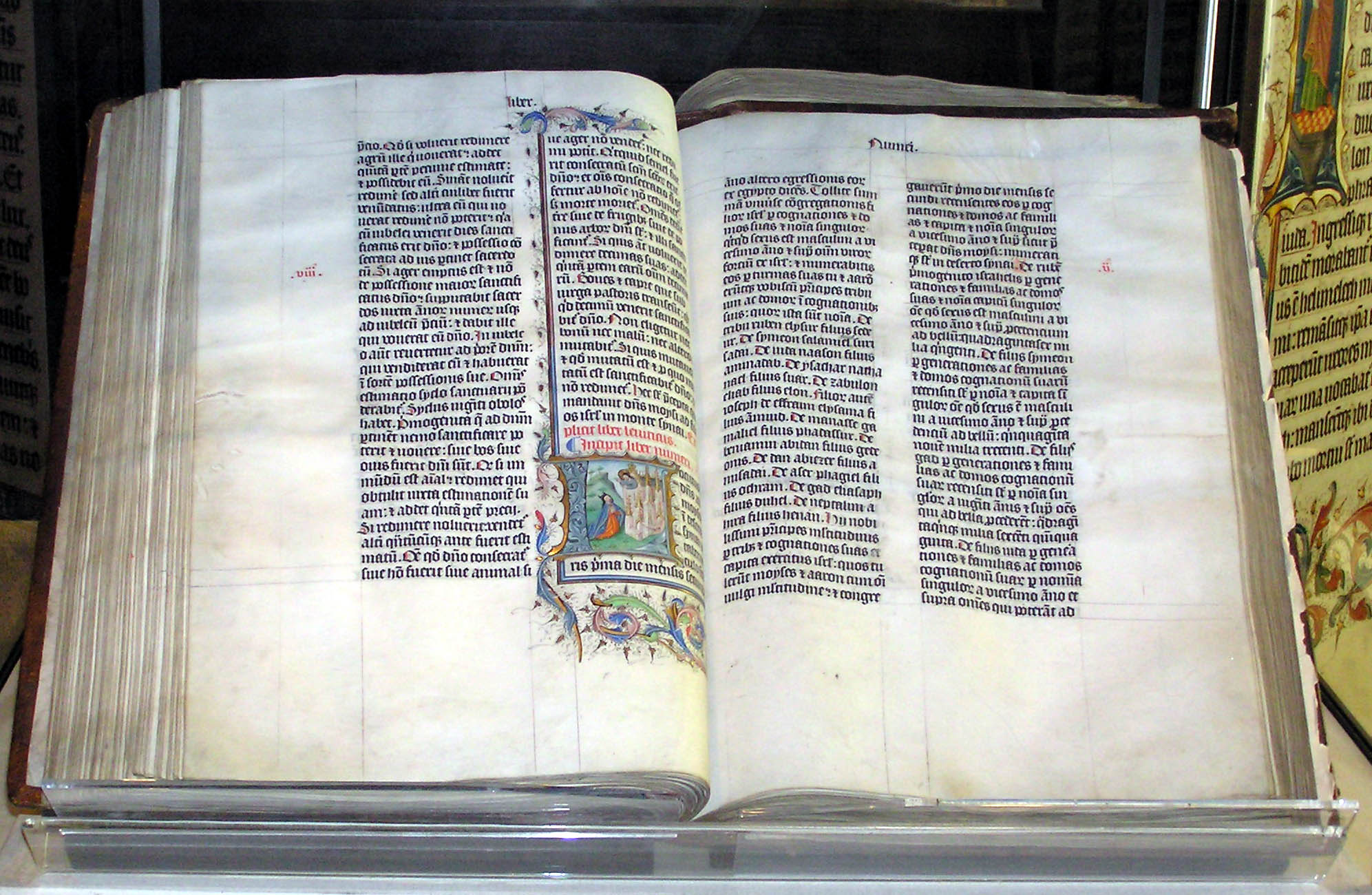
14世紀のラテン語聖書写本。

### 構成
聖書はキリスト教で聖典として扱われ（ただし位置付けは教派により異なる、詳細後述）、旧約聖書 (Old Testament) と新約聖書 (New Testament) からなる。キリスト教では、イエス・キリスト以前の預言者と神の契約を旧約と言い、キリスト以降のキリストの言葉や奇蹟を弟子たちがキリストの死後書いたものを新約聖書と称している。
英語の音訳から、バイブル (the Bible) とも言うが、この語は ギリシア語: βιβλία（biblía、ギリシャ語で書物の意、中性複数）が、ラテン語: biblia（ビブリア、単数女性）に転写されたものが元になっている（西方教会圏では、英語に限らず様々な言語に「ビブリア」系の語彙がみられる）。
「旧約」「新約」の「約」とは、神との契約のことで、2世紀頃からキリスト教徒の間で呼ばれ始めた。「『新約』はユダヤ教での神との契約を反古にして、神と新たに契約したということであり、旧約聖書は教典の役割を果たさないものである」と捉えるのは誤りであり、例えば新約聖書マタイ伝の一節「天と地が消え失せるまで、すべてが成し遂げられるまでは、律法から一点一画も消えることは無い」(5:18)に見るように、キリスト教においても旧約聖書は決して無視できない書であり、正典に数えられている。
一方で、旧約聖書のうち「第二正典」「旧約聖書続編」などと呼ばれる部分の捉え方は、教派により異なる。七十人訳聖書の範囲を基本とする正教会およびカトリック教会は正典に数えるが、プロテスタントでは正典から外されている（ただし「正典ではないものの、読むのは有用」とされる場合もある）。

### 位置付け
聖書は全てのキリスト教において聖典とされるが、その位置付け、範囲などは教派によって異なる。ここではそれぞれの教派の主な特徴を挙げる。

#### 西方教会

##### カトリック教会
カトリック教会では「聖伝の中に聖書が含まれる」とする正教会と異なり、「聖書と聖伝を同じく尊敬すべき」として、聖書と聖伝を並列させている。トリエント公会議において聖伝は「（聖書と）同じ畏敬を以て認むべきもの」（ラテン語: pari pietatis affectu）と位置づけられた。

##### 聖公会
旧約聖書と新約聖書には「救いに必要なすべてのことが記されている」とされる。第二正典等とも呼ばれるアポクリファについては、旧約の民が書いた教会で使われる諸書である（正典には数えないが使う）と位置付けられる。

##### プロテスタント
プロテスタントにおいては、「聖書のみ」が重要な教理と位置付けられ、五つのソラの一つをなしている。
第二正典ともよばれるアポクリファについては、マルティン・ルターは「正典ではないが読むのは有用」としたが、正典に数えないだけでなく読む事も勧められない場合もある。
日本では、エキュメニズムを旨とする教会派や社会派は新共同訳を用いる傾向にあり、2018年に上梓された聖書協会共同訳に移行してゆくものと思われる。同様に、保守的な神学を持つ狭義の福音派教会は新改訳を用いる傾向にあるといえるが、あくまで傾向であって、逆にしてはならないきまりはない。むしろ個別には、諸事情により傾向に添わない例もしばしば見受けられる。ほかにも口語訳などが用いられており、キリスト教会のふつうの聖書であれば、実際には訳が問題となることはさほどない。また、翻訳の差異に対する考察を入り口にした内省も許容される傾向にある。
逆に、エホバの証人の訳による新世界訳は、エホバの証人以外の教会で礼拝に用いられることはほとんどないが、問題となるのはプロテスタントやキリスト教会の訳といえないことよりも、本人たち以外から指摘されている重要部分の改竄である。

#### 東方教会

##### 正教会
正教会では、聖書は聖伝のうち、書かれたものの中で最も重要なものであると位置づけられる。聖書は聖伝の一部であり、「聖伝」という一本の柱の中に聖書は含まれていると理解される。「正教会の聖伝を生きる人は、聖書を「自分のことが書いてある書」として読むことができる」とされ、「聖伝の中に聖書がある」ことが強調される。

### 聖書の印刷・書写・頒布部数
かつては書物自体が高価で貴重品だったこと、民衆に教典の内容が知れわたることを教会/聖職者が忌避したため、聖書は一部の聖職者だけの物だったが、15世紀中頃にグーテンベルクが活版印刷による聖書を出版して以降、一般にも広く読まれる様になった。また、聖書翻訳も活発に行われ、2017年現在、聖書は全部または一部が世界3200以上の言語に翻訳されている。そのなかには、アイヌ語訳や、ケセン語訳なども含まれている。
全世界
全世界での発行部数は50億部（以上）、60億冊、70億冊、英国外国聖書協会の2021年の調査では50〜70億冊、80億冊、150億冊、1815年～1998年に約3880億冊（推定）などの説がある。
2000年の1年間に世界中の聖書協会によって約6億3300万冊が配布・販売（国際聖書協会の発表）
世界一発行されている本としてギネス・ワールド・レコーズに登録されている（発行部数は資料によって食い違いがある。）。
日本
1874年～2004年に3億4584万1334冊が頒布（日本聖書協会調べ）

### 聖書の庭
聖書の庭、聖書庭園、バイブル・ガーデン（英：Biblical_garden）は、キリスト教の聖書に登場する植物を集めた庭園である。植物園や公園、庭師が管理するテーマガーデンの一種である。
聖書に登場する植物のリストには、ユダヤ教やキリスト教の聖典に示されている植物の種がよく紹介されているが、聖書に登場する植物の中には、その正体についてかなり不確かなものもあるため、複数の候補種を展示している場合もある。また、特に気候の異なる地域では、聖書のテーマや題材に類似する植物にしていることもある。また、聖書の物語を説明するために、あるいは聖書の時代の人々の生活を示すために、オブジェを展示している庭園もある。
世界各地で作庭されており、レバントから遠く離れた場所での栽培例も多く、日本では福岡県にある西南学院大学の聖書植物園、アメリカ合衆国ではミズーリ州セントルイスのミズーリ植物園が知られている。

## イスラム教
イスラム教においても新旧約の聖書は啓典とされる。ただし、新約・旧約という分け方はせず、正典に含まれない書もある。また、聖書よりもクルアーンが優越すると考えられており、内容に齟齬がある場合はクルアーンの記述が優先される。これは現行の聖書は、預言者たちに下された元の形から、ユダヤ教徒、キリスト教徒の手で歪められたとされるためである。イスラム教においてはクルアーンは啓典を確証すると同時に現行の聖書の誤りを糾す啓示でもある。
ムスリムのあいだでは聖書のうちのある章句をムハンマドの出現を予言したもの、とする解釈もなされる。代表的なものは申命記18章18節-19節の「イスラエルの兄弟（同胞）から立てられるモーセのような預言者」をムハンマドとする説である。なお『ヨハネによる福音書』5章46節ではイエスがモーセは自分について書いている、と語ったとある。『使徒行伝』3章20節以下ではペトロが申命記の一節をひいてこれがイエスのことであると語ったという記載がある。ただし、学者たちは人々の必要に対して出現する一連の預言者たちを指すと考えている。

## 他宗教
イスラム教以外にも、イエスなど聖書に登場する人物や天使の存在を教義内に持つ後発宗教（スピリチュアリズムなど）が存在しているが、イスラム教における解釈と同様、肯定的な扱いと否定的な扱いとが同居している。

## その他
イギリス・ケンブリッジの聖書研究所「ティンダルハウス」が2017年11月15日、最新版のギリシャ語新約聖書を出版した。現存する英語の新約聖書のほとんどは、1975年版のギリシャ語本文が使われており、当時入手可能だった写本を編さんしたものが底本になっている。しかし、ティンダルハウスによる最新版のギリシャ語新約聖書では、1975年以降に発見された複数の古代写本の断片も取り入れられている。